# Callicore sorana
Espèce
Callicore sorana est une espèce de lépidoptères (papillons) de la famille des Nymphalidae et de la sous-famille des Biblidinae et du genre Callicore.

## Dénomination
Callicore sorana a été décrit par le naturaliste français Jean-Baptiste Godart en 1824 sous le nom initial de Nymphalis sorana.

### Noms vernaculaires
Callicore sorana se nomme Zigzag Callicore en anglais et Pará Zigzag en espagnol.

### Sous-espèces
- Callicore sorana sorana; présent en Bolivie et au Brésil.
- Callicore sorana horstii (Mengel, 1916); présent en Bolivie[1].

## Description
Callicore sorana est un papillon d'une envergure d'environ 50 mm, au dessus des ailes antérieures de couleur rouge barrées d'une bande noire allant de la moitié du bord costal à l'angle externe, puis d'une seconde bordant l'apex, et aux ailes postérieures bleu violet.
Le revers des ailes antérieures est semblable au dessus alors que les ailes postérieures sont de couleur grise, ornées d'un zigzag blanc et présentent deux gros ocelles dont un double pupillé d'argent.

## Biologie

### Plantes hôtes
Les plantes hôtes de sa chenille sont des Annonaceae ( Annona etSapindaceae).

## Écologie et distribution
Callicore sorana est présent en Bolivie, en Argentine, au Paraguay et au Brésil.

### Biotope
Callicore sorana réside dans la forêt tropicale humide.

### Protection
Pas de statut de protection particulier.

## Philatélie
Ce papillon figure sur plusieurs timbres-poste *
- Sur une émission de Cuba de 1984 (valeur faciale : 50 c.).
- Probablement, sur une émission de Cuba de 1989 (valeur faciale : 50 c.).